# Östra Promenaden, Norrköping

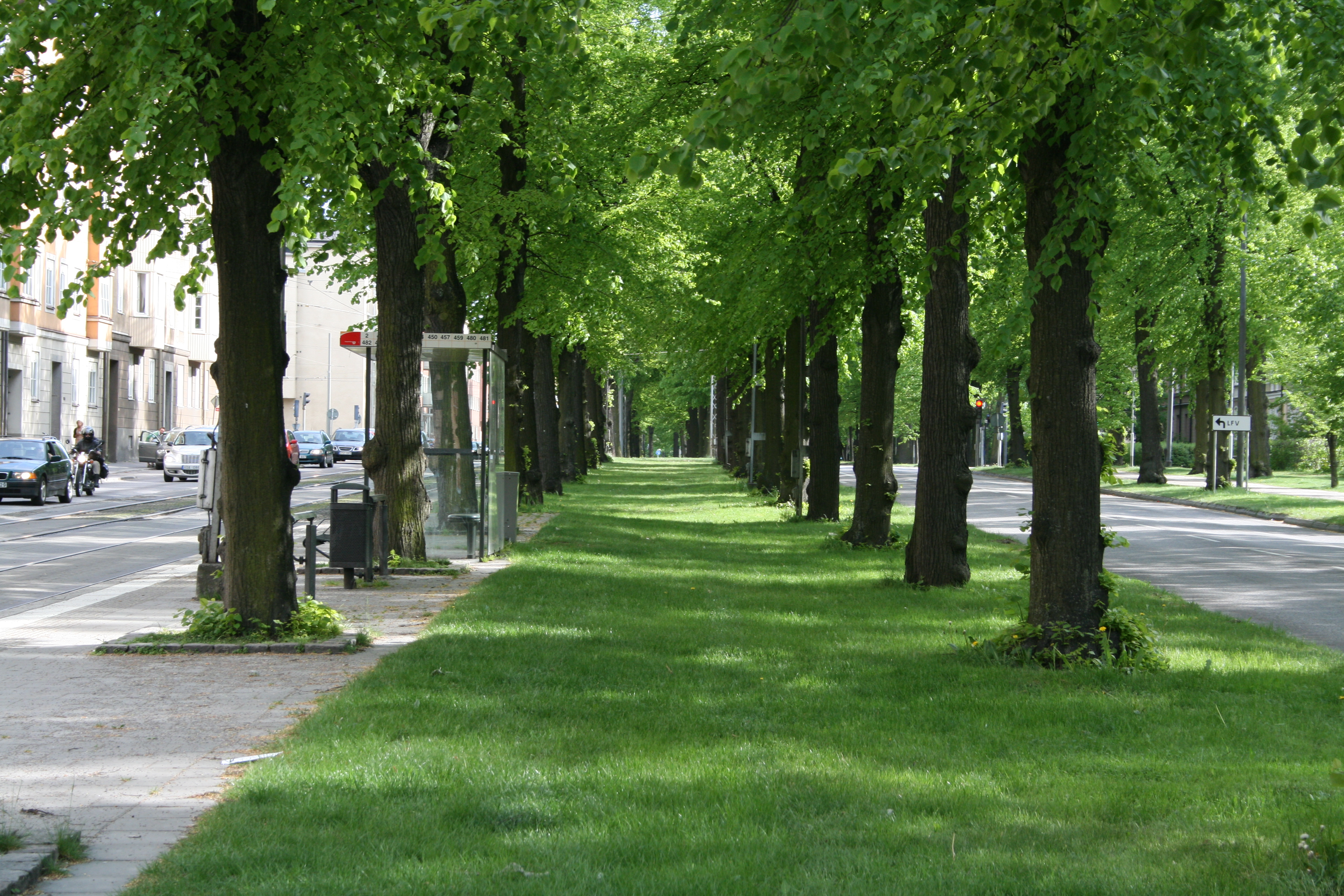
Östra Promenaden sedd söderut

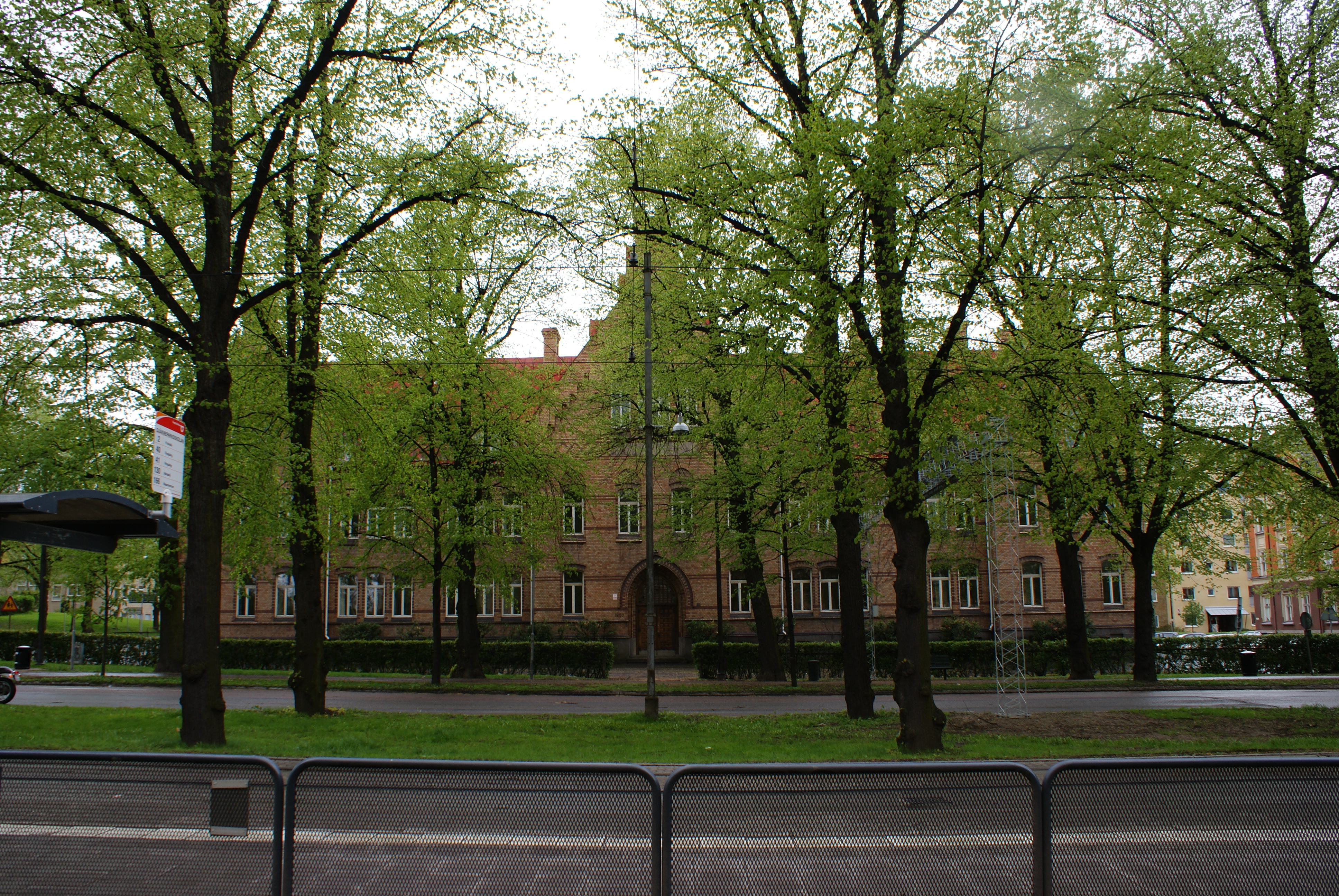
Tidigare Östra flickläroverket

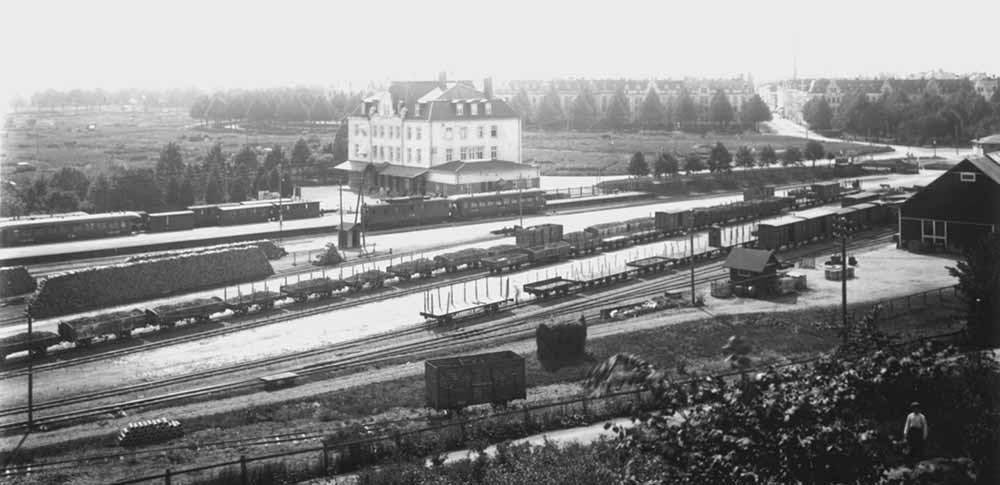
Norrköpings östra station, fotograferad från Oxelbergen västerut, 1920-talet. Östra Promenaden och Sankt Persgatans mynning syns bakom stationshuset.

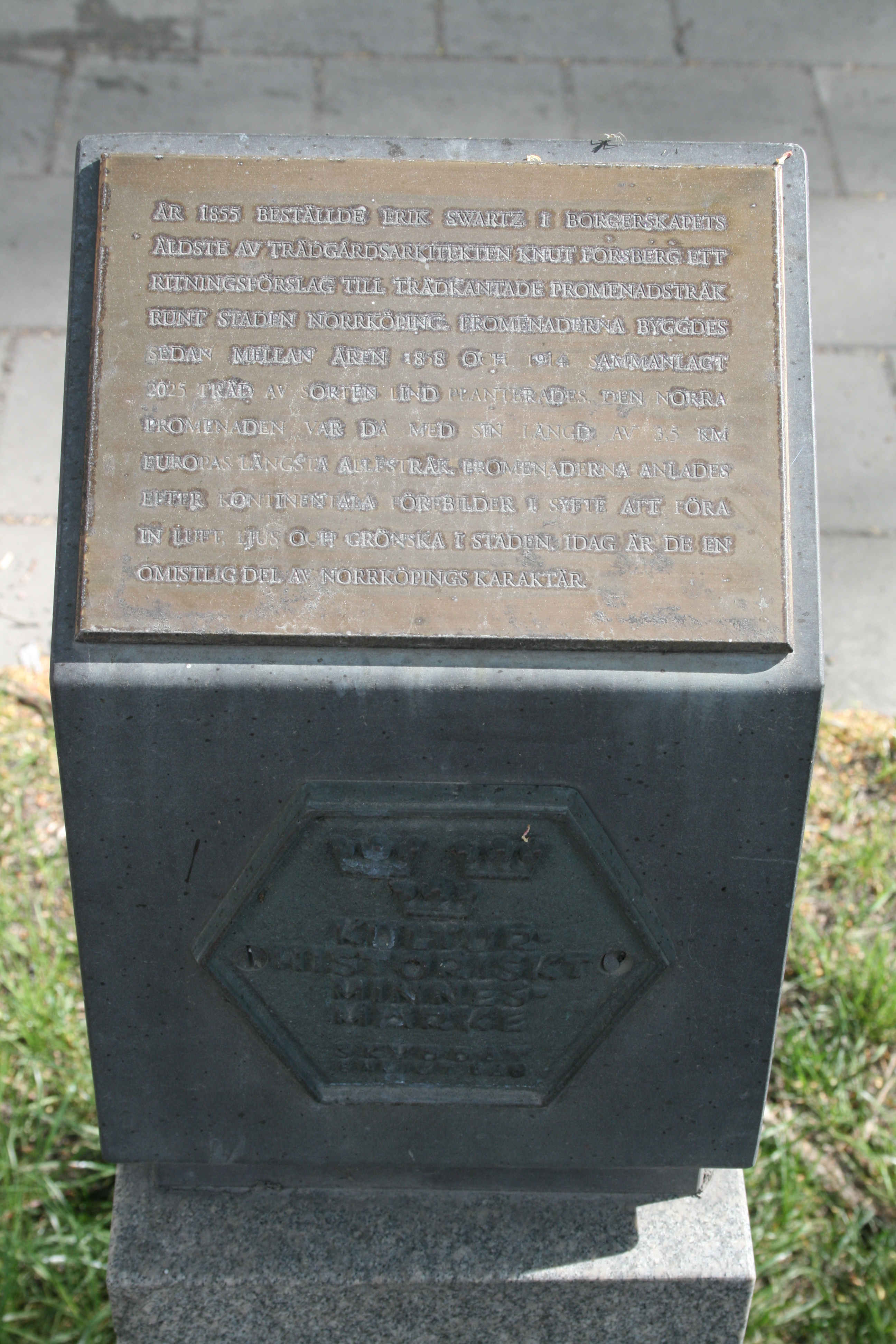
K-märkning

Östra Promenaden är en lindallé mellan Södra Promenaden och Sjötullsgatan i Norrköping. Själva den fyrradiga allén är ungefär 550 meter lång och finns i den södra delen av esplanaden, mellan Skolgatan och Södra Promenaden, vars allé som den ansluter till i en mjuk rundning vid det som senare blev Floraplan (senare omdöpt till Gustaf Adolfsplan).
Östra Promenaden är del av det system av esplanader runt Norrköpings dåvarande stadsbebyggelse, som planerades på 1850-talet av det dåvarande styret i staden, Borgerskaps Äldste. Initiativet till Promenaderna i Norrköping togs av snusfabrikanten Erik Swartz, som inspirerades av stadsplanering i stora städer i Europa. Erik Swartz finansierade en plan som utarbetades av trädgårdsarkitekten Knut Forsberg och som publicerades 1856: "Promenader, Parker och Trädgårdar". De lindalléer som började anläggas från 1858, med början med Norra Promenaden, följde till väsentlig del Knut Forsbergs förslag.
Östra Promenaden anlades som en del av anläggandet av den sista, östra, etappen av Södra Promenaden öster om Drottninggatan från 1881. Först anlades sträckan från söder upp till Hantverkargatan. År 1896 beslöt stadsfullmäktige att utsträcka allén norrut fram till mynningen av Skolgatan. Östra Promenaden anlades något väster om Knut Forsbergs förslag och blev också kortare. Forsberg hade tänkt sig allén fram till Motala ström, med en fortsättning på norra sidan om floden, fram till Norra Promenaden. Östra Promenaden hette länge Mätaregatan, men döptes om på 1960-talet.
I samband med Konst- och industriutställningen i Norrköping 1906 anlades en tillfällig lindallé i Skolgatans förlängning till utställningens entré. Lindarna omplanterades senare och blev en allé utmed Norra kyrkogården, mellan Norra Promenaden och Krematoriet.
Promenaderna fortsatte att byggas ut i etapper fram till 1914. De markerade då fortfarande gränsen mellan stad och landsbygd. De byggnadsminnesförklarades 1994.

## Spårväg
I den tidiga spårvagnstrafiken från 1904 för Norrköpings spårväg ingick inget spår på Östra Promenaden. Däremot lades inför Konst- och industriutställningen i Norrköping 1906 en temporär linjeförlängning från Skeppargatan via Repslagargatan, tvärs över Östra Promenaden och vidare österut en kortare sträcka till entrén till utställningsområdet. Spåret revs efter utställningen.
Numera trafikerar Linje 2 på Östra Promenaden i så gott som hela dess längd. Linjen ansluter till Östra Promenaden från Trädgårdsgatan i norr väster ifrån och lämnar Östra Promenaden in på Nygatan västerut. Spårvagnsspåren ligger utanför lindalléerna på den östra sidan.

## Byggnadsminne
Allén i den södra delen av Östra Promenaden ingår i byggnadsminnet "Promenaderna i Norrköping" som inrättades 1994, tillsammans med Södra Promenaden och Norra Promenaden.

## Byggnader vid Östra Promenaden
- Sjöfartsverket, Östra Promenaden 7
- Tidigare Östra flickläroverket, 1903, också kallad Malmska skolan[4]
- Norrköpings skolmuseum, i tidigare Oskarsskolan, 1903, Östra Promenaden 34[4]
- Djäkneparksskolan, Repslagargatan 48
- Gustaf Adolfskolan, 1897, Skeppargatan 47
- Östra stationens första stationshus från 1893, i höjd med kvarteret Ärlan mellan Södra Sankt Persgatan och Hantverkaregatan

## Restaurering
Lindarna var på 2010-talet. i dåligt skick och kommunen genomförde hösten 2021–december 2022 ett byta av träden, samtidigt som gatan delvis byggdes om. Nästan samtliga träd, 162 styck, ersattes med 190 nya, omkring 20 år gamla och omkring sju meter höga träd.